# スコット・M・ギンプル
スコット・ミルハウス・ギンプル（Scott Milhouse Gimple, 1971年3月29日 - ）は、アメリカ合衆国の脚本家、プロデューサーである。

## 生い立ち
ニュージャージー州バークレー・ハイツで育ち、Governor Livingston High Schoolを卒業した。南カリフォルニア大学映画・テレビ学部を卒業した。

## キャリア
NBCの『Life 真実へのパズル』、フォックスの『Drive』、ABCの『フラッシュフォワード』の脚本を執筆した。ギンプルはまた『ゴーストライダー2』の脚本をセス・ホフマン、デヴィッド・S・ゴイヤーと共に執筆した。
2011年、AMCのテレビシリーズ『ウォーキング・デッド』の第2シーズンよりプロデューサー兼脚本家として参加を開始した。第2シーズンでは第3話「最後の銃弾」、第7話「死の定義」、第10話「決闘」の脚本を執筆した。2013年1月、ギンプルは第4シーズンよりグレン・マザラに代わってショーランナーを務めることが報じられた。
他にディズニーの『ペッパーアン』、『ザ・シンプソンズ』のコミックの脚本を執筆している。さらにテレビアニメ『学園パトロール フィルモア』を企画した。ビル・モリソンとともにコミック『Heroes Anonymous』も執筆している。

## フィルモグラフィ

### 映画
| 年   | 作品                                               | クレジット |
| ---- | -------------------------------------------------- | ---------- |
| 2012 | ゴーストライダー2 Ghost Rider: Spirit of Vengeance | 脚本       |

### テレビシリーズ

#### 製作
| 年        | 番組名                                                                           | クレジット                                                          | 備考 |
| --------- | -------------------------------------------------------------------------------- | ------------------------------------------------------------------- | ---- |
| 2002-2004 | 学園パトロール フィルモア Fillmore!                                              | 製作総指揮 ダイアログディレクター                                   |      |
| 2008      | Life 真実へのパズル Life                                                         | ストーリーエディター（第2シーズン）                                 |      |
| 2009      | フラッシュフォワード FlashForward                                                | エグゼクティブストーリーエディター（第1シーズン）                   |      |
| 2010-2011 | CHASE チェイス/逃亡者を追え! Chase                                               | 共同製作（第1シーズン）                                             |      |
| 2011-2013 | ウォーキング・デッド The Walking Dead                                            | 製作（第2シーズン） スーパーバイジングプロデューサー（第3シーズン） |      |
| 2020-2021 | ウォーキング・デッド: ワールド・ビヨンド The Walking Dead: World Beyond          | 原案・製作総指揮                                                    |      |
| 2023-     | ウォーキング・デッド: ダリル・ディクソン The Walking Dead: Daryl Dixon           | 製作総指揮                                                          |      |
| 2024      | ウォーキング・デッド: ザ・ワンズ・フー・リブ The Walking Dead: The Ones Who Live | 原案・製作総指揮                                                    |      |

#### 脚本
| 年        | 番組名                                                                           | 担当エピソード                                    | 備考                                                   |
| --------- | -------------------------------------------------------------------------------- | ------------------------------------------------- | ------------------------------------------------------ |
| 1997      | Jungle Cubs                                                                      | 第2シーズン第7話「Hair Ball」                     |                                                        |
| 2002-2003 | 学園パトロール フィルモア Fillmore!                                              | 第1シーズン第3話「A Wurm in Our Midst」           |                                                        |
| 2002-2003 | 学園パトロール フィルモア Fillmore!                                              | 第1シーズン第7話「Nappers Never Sleep」           |                                                        |
| 2002-2003 | 学園パトロール フィルモア Fillmore!                                              | 第1シーズン第8話「Ingrid Third, Public Enemy #1」 |                                                        |
| 2002-2003 | 学園パトロール フィルモア Fillmore!                                              | 第2シーズン第5話「Immune to All but Justice」     |                                                        |
| 2005-2007 | アメリカン・ドラゴン American Dragon: Jake Long                                  | 第1シーズン第17話「The Halloween Bash」           |                                                        |
| 2005-2007 | アメリカン・ドラゴン American Dragon: Jake Long                                  | 第2シーズン第15話「The Rotwood Files」            |                                                        |
| 2005-2007 | アメリカン・ドラゴン American Dragon: Jake Long                                  | 第2シーズン第18話「The Love Cruise」              |                                                        |
| 2007      | Drive                                                                            | 第1シーズン第6話「Rear View」                     | クリステン・ライデルと共同                             |
| 2007      | El Tigre: The Adventures of Manny Rivera                                         | 第1シーズン第8話「Miracle City Worker」           |                                                        |
| 2007      | El Tigre: The Adventures of Manny Rivera                                         | 第1シーズン第13話「Eye Caramba」                  | 原案                                                   |
| 2008      | Life 真実へのパズル Life                                                         | 第2シーズン第4話「監獄実験」                      |                                                        |
| 2008      | Life 真実へのパズル Life                                                         | 第2シーズン第6話「今の感じた?」                   | ジョナサン・シャピロと共同                             |
| 2009-2010 | フラッシュフォワード FlashForward                                                | 第1シーズン第4話「黒い白鳥」                      |                                                        |
| 2009-2010 | フラッシュフォワード FlashForward                                                | 第1シーズン第14話「ソマリア潜入」                 | イアン・B・ゴールドバーグと共同                        |
| 2009-2010 | フラッシュフォワード FlashForward                                                | 第1シーズン第22話「未来に追いつく日」             | ティモシー・J・リーと共同                              |
| 2010      | CHASE チェイス/逃亡者を追え! Chase                                               | 第2シーズン第8話「The Longest Night」             |                                                        |
| 2011-2018 | ウォーキング・デッド The Walking Dead                                            | 第2シーズン第3話「最後の銃弾」                    |                                                        |
| 2011-2018 | ウォーキング・デッド The Walking Dead                                            | 第2シーズン第7話「死の定義」                      |                                                        |
| 2011-2018 | ウォーキング・デッド The Walking Dead                                            | 第2シーズン第10話「決闘」                         | グレン・マザラと共同                                   |
| 2011-2018 | ウォーキング・デッド The Walking Dead                                            | 第3シーズン第6話「届かぬ想い」                    |                                                        |
| 2011-2018 | ウォーキング・デッド The Walking Dead                                            | 第3シーズン第12話「守るべき思い出」               |                                                        |
| 2011-2018 | ウォーキング・デッド The Walking Dead                                            | 第3シーズン第15話「この世の定め」                 |                                                        |
| 2011-2018 | ウォーキング・デッド The Walking Dead                                            | 第4シーズン第1話「嵐の前の静けさ」                |                                                        |
| 2011-2018 | ウォーキング・デッド The Walking Dead                                            | 第4シーズン第14話「正気な狂気」                   |                                                        |
| 2011-2018 | ウォーキング・デッド The Walking Dead                                            | 第4シーズン第16話「終着駅 (A)」                   | アンジェラ・カンと共同                                 |
| 2011-2018 | ウォーキング・デッド The Walking Dead                                            | 第5シーズン第1話「食うか食われるか」              |                                                        |
| 2011-2018 | ウォーキング・デッド The Walking Dead                                            | 第5シーズン第9話「弔いの帰郷」                    |                                                        |
| 2011-2018 | ウォーキング・デッド The Walking Dead                                            | 第5シーズン第16話「古き友よ」                     | セス・ホフマンと共同                                   |
| 2011-2018 | ウォーキング・デッド The Walking Dead                                            | 第6シーズン第1話「導かれし屍たち」                | マシュー・ネグレトと共同                               |
| 2011-2018 | ウォーキング・デッド The Walking Dead                                            | 第6シーズン第4話「師の教え」                      |                                                        |
| 2011-2018 | ウォーキング・デッド The Walking Dead                                            | 第6シーズン第15話「めぐる因果」                   | チャニング・パウエルと共同                             |
| 2011-2018 | ウォーキング・デッド The Walking Dead                                            | 第6シーズン第16話「悪魔の口笛」                   | マシュー・ネグレトと共同                               |
| 2011-2018 | ウォーキング・デッド The Walking Dead                                            | 第7シーズン第1話「惨き鉄槌」                      |                                                        |
| 2011-2018 | ウォーキング・デッド The Walking Dead                                            | 第7シーズン第13話「決壊した良心」                 |                                                        |
| 2011-2018 | ウォーキング・デッド The Walking Dead                                            | 第7シーズン第16話「遺志を継ぐ者たち」             | アンジェラ・カン & マシュー・ネグレトと共同            |
| 2011-2018 | ウォーキング・デッド The Walking Dead                                            | 第8シーズン第1話「全面戦争」                      |                                                        |
| 2011-2018 | ウォーキング・デッド The Walking Dead                                            | 第8シーズン第5話「懺悔」                          | デヴィッド・レスリー・ジョンソン&Angela Kangと共同原案 |
| 2011-2018 | ウォーキング・デッド The Walking Dead                                            | 第8シーズン第16話「戦いの果て」                   | Angela Kang & Matthew Negreteと共同脚本                |
| 2011-2018 | ウォーキング・デッド The Walking Dead                                            | 第9シーズン第5話「清算」                          | Matthew Negreteと共同脚本                              |
| 2013      | Da Vinci's Demons                                                                | 第1シーズン第2話「The Serphent」                  |                                                        |
| 2013      | Da Vinci's Demons                                                                | 第1シーズン第3話「The Prisoner」                  |                                                        |
| 2018      | フィアー・ザ・ウォーキング・デッド Fear the Walking Dead                         | 第4シーズン第1話                                  |                                                        |
| 2020      | ウォーキング・デッド: ワールド・ビヨンド The Walking Dead: World Beyond          | 第1シーズン第1話                                  |                                                        |
| 2024      | ウォーキング・デッド: ザ・ワンズ・フー・リブ The Walking Dead: The Ones Who Live | 第1シーズン第1話                                  |                                                        |